# Guy Tachard
Pour les articles homonymes, voir Tachard.
Guy Tachard, né le 1648 à Marthon et mort le 21 octobre 1712 à Chandernagor, est un prêtre jésuite, mathématicien et diplomate français. 
Missionnaire au Siam, il est membre de plusieurs délégations diplomatiques auprès du roi de Siam, Narai.

## Biographie

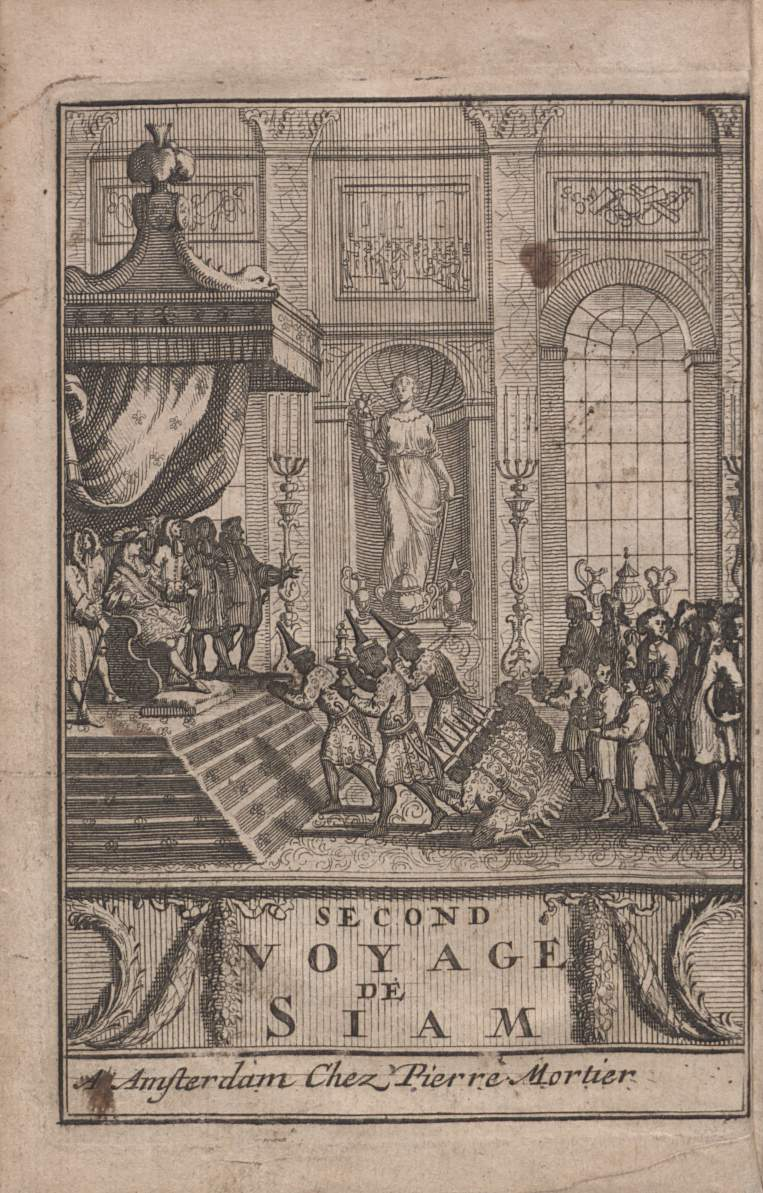
Second voyage du pere Tachard et des Jesuites envoyes par le roy, 1689

### Jeunesse et formation
Guy Tachard entre au noviciat des jésuites le 20 septembre 1668, à Bordeaux. Durant sa formation il enseigne la grammaire et la rhétorique au collège de Pau (1672-1676). À la fin de ses études de théologie faites à Bordeaux, il est ordonné prêtre (1679).
En 1681, il suit un cours de science maritime. À la fin de son Troisième An fait à Poitiers, il réside quelque temps à Paris (1683-1685) y préparant la publication de son dictionnaire français-latin pour le duc de Bourgogne.

### Premier voyage au Siam (1685)
En 1685, Tachard suit, en qualité de missionnaire, le chevalier de Chaumont, l'abbé de Choisy et Claude de Forbin, ambassadeurs à Siam, pour recueillir sur ce pays toutes les notions qui seraient utiles pour le commerce, la politique et la religion. Les envoyés de Louis XIV furent fort courtoisement reçus par le roi de Siam, Narai, qui autorisa les jésuites à prêcher le christianisme. 
Tachard reste au Siam tandis que les autres jésuites Jean de Fontaney, Joachim Bouvet, Jean-François Gerbillon, Louis Le Comte et Claude de Visdelou, continuent vers la Chine où ils arrivent en février 1688 pour fonder la mission jésuite en Chine.
Séduite par le Grec Constantin Phaulkon, la mission française composée de Chaumont, Choisy et Tachard, revient en France sur les deux navires l'Oiseau et la Maligne avec à bord l’ambassadeur de Siam, Kosa Pan, qui apportait une proposition d’alliance éternelle entre la France et le Siam.

### Second voyage (1687)
Tachard est d’abord envoyé en Europe pour y chercher des missionnaires, qu'il conduit en Asie en mars 1687. L’expédition, composée de cinq navires de guerre emportant mille trois cents personnes commandés par l’amiral Desfarges, ramenait chez elle les ambassadeurs siamois, et embarquait une nouvelle mission dirigée par Simon de La Loubère et Claude Céberet du Boulay, directeur de la Compagnie des Indes orientales. André Cardinal Destouches, âgé de 15 ans, futur compositeur important de la période de Régence, fait partie de l'expédition.
Cette mission eut peu de succès en dehors de la réaffirmation du traité de 1685. Le débarquement des troupes françaises à Bangkok et Mergui a conduit à de forts mouvements nationalistes dirigés par Phra Petratcha, pour finalement aboutir à la révolution de 1688. Le roi Narai meurt, Phaulkon est exécuté et Petratcha devient roi.
Tachard, avec le titre d’ambassadeur extraordinaire pour le roi de Siam, et accompagné d’Ok-khun Chamnan, reçoit du roi Narai la mission d'accompagner, comme interprète, les ambassadeurs qu’il envoie à Louis XIV et au pape Innocent XI. 

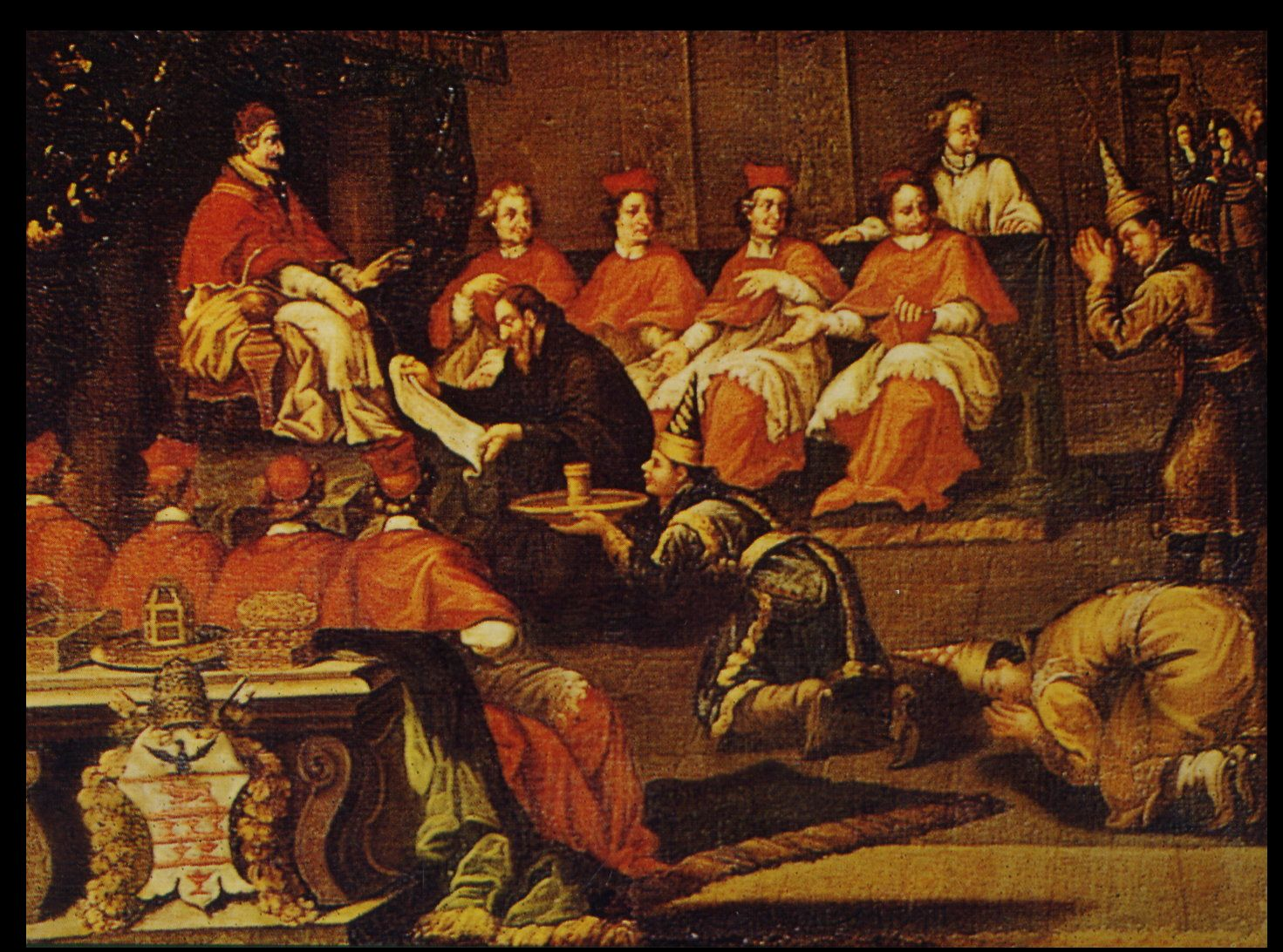
Tachard, avec les envoyés siamois, traduisant la lettre du roi Narai au pape Innocent XI, en décembre 1688

### Autres voyages
De retour au Siam, Tachard y trouve la mission à peu près ruinée à la suite de la révolution. Il se rend alors avec ses confrères à Pondichéry, comptoir qui est alors envahi et ruiné (1693) par les Hollandais. Tachard est emmené en captivité à Batavia avec François Martin et ses hommes et détenu sur une île, le Gouverneur hollandais ayant refusé le débarquement d'un prélat catholique. 
En 1699 Tachard revient au Siam et rencontre Kosa Pan, ministre des Affaires étrangères et du Commerce, et le roi Petratcha, mais la rencontre fut purement formelle et ne mena à rien.
Puis il passe dans le Bengale et meurt en 1712 à Chandernagor d'une maladie contagieuse.

## Œuvres
- Voyage de Siam des MR. PP. jésuites, avec leurs observations astronomiques, etc., (Paris, 1686, in-4°).
- Second voyage de Siam (Paris, 1689, in-4°).
- Dictionnaires (latin-français et français-latin), rédigés pour l'usage du  duc de Bourgogne.
- Lettres, publiées dans le Recueil de lettres édifiantes.
- La Relation de la Loubere, publié à Paris, 1691, 2 vol. in-12[4].

## Sources
- Persée : Guy Tachard ou la Marine française dans les Indes orientales (1684-1701) par Raphaël Vongsuravatana
- Le second voyage du père Tachard sur Google livres
- L'expédition du Père Tachard au Royaume de Siam (1685-1688) | Yroise (brest.fr)